# Jutta Bornemann
Jutta Hilde Elisabeth Josefa Bornemann (* 26. Oktober 1920 in Wien; † 20. Jänner 1999 in Bad Aussee) war eine österreichische Schauspielerin und Drehbuchautorin.

## Leben
Bornemann, die Tochter eines Buchdruckereidirektors, besuchte nach ihrem Schulabschluss die Schauspielschule, das Scala-Seminar Rudolf Beers, und begann mit 18 Jahren Theater zu spielen. Eine Woche nach dem Anschluss Österreichs an das Deutsche Reich wurde sie an dem von Rolf Jahn (Theaterdirektor) (1898–1968) umzuorganisierenden Deutschen Volkstheater im Stück Das Haus Romanow von Harald Bratt (1897–1967) nachbesetzt. An dieser Bühne ihrer Heimatstadt Wien erhielt sie in der Folge als eine der drei neuen jungen weiblichen Kräfte ihr erstes Festengagement, das sie, stets mit guten Kritiken bedacht, unter anderem an der Seite von Curd Jürgens, Gert Fröbe und Paul Hubschmid auftreten ließ. In der Spätphase des Zweiten Weltkriegs wurde sie Ensemblemitglied des von Alfred Huttig (1882–1952) geleiteten Deutschen Volkstheaters der deutsch-besetzten lothringischen Hauptstadt Metz.
Nach dem Krieg versuchte sich Jutta Bornemann zunächst als Textdichterin (Schlager, Kabarett, Chansons).
Nach Jänner 1947 (Kometen, Planeten und Raritäten; Leitung: Carl Merz) und März 1947 (Wiener Ringelg’spül) stand sie im Mai 1947 im Lieben Augustin auf der Besetzungsliste des von Kurt Nachmann (1915–1984) verantworteten Kleinkunstprogramms Pratermelodie. Noch 1947 gehörte sie dem am 1. Juni 1945 eröffneten Theater-Kabarett Dobner an. Für die Saison 1947/48 hatte sie zwei Engagements am Renaissancetheater (Wien).
Im Juni 1948 war sie bei Michael Kehlmanns (1927–2005) Kabarett Grimasse (Studio der Hochschulen, Studentenhaus Kolingasse 19, Wien-Alsergrund) an den Wiener Kammerspielen zu sehen. Das Programm trug den auf Zeitumstände und Lebensverhältnisse abzielenden Titel Wir stellen fest.
1948/49 war sie Teil des Ensembles Die Unliterarischen, das monatelang in Salzburg am Kabarett Bei Fred Kraus auftrat sowie Anfang 1949 mit der Revue Schön wäre es, wenn … (nach fast einem Jahr) wieder Kleinkunst nach Innsbruck brachte.
1951 spielte sie im Kleinen Haus in der Liliengasse 3 in einer von Hans Weigel (1908–1991) verfassten Parodie des Willi-Forst-Films Die Sünderin (Gegenüber: Karl Böhm). In jener Zeit lernte sie den Regisseur Franz Antel (1913–2007) kennen, der sie für einige seiner Filme als Schauspielerin wie auch als Drehbuchautorin verpflichtete. Dabei handelte es sich durchgehend um schlichte Unterhaltung mit vergangenheitsseligen, restaurativen Geschichten, die das Wienertum beschworen oder die k.(u.)k.-Vergangenheit verherrlichten. Außerdem übernahm sie mehrere Nebenrollen in Inszenierungen Anton Kutters (1903–1985).
Seit den 1960er Jahren war Jutta Bornemann kaum mehr für den Film aktiv.

## Filmrollen
- 1951: Das Tor zum Frieden
- 1951: Eva erbt das Paradies
- 1952: Hallo Dienstmann
- 1952: Ideale Frau gesucht
- 1953: Wetterleuchten am Dachstein
- 1953: Geh mach Dein Fensterl auf
- 1954: Rosen aus dem Süden
- 1954: Wenn ich einmal der Herrgott wär
- 1955: Das Lied von Kaprun
- 1955: Oh – diese „lieben“ Verwandten
- 1956: Liebe, Schnee und Sonnenschein
- 1957: Dort in der Wachau
- 1957: Vier Mädels aus der Wachau
- 1958: Hallo Taxi
- 1959: Die unvollkommene Ehe
- 1962: Der Pastor mit der Jazztrompete
- 1964: Auf den Spuren von E.T.A. Hoffmann in Bamberg (TV)
- 1965: Oberinspektor Marek (TV-Serie, Folge Freispruch)

## Drehbücher
- 1952: Ideale Frau gesucht
- 1952: Der Obersteiger
- 1953: Kaiserwalzer
- 1954: Kaisermanöver
- 1955: Sonnenschein und Wolkenbruch
- 1955: Der Kongreß tanzt
- 1956: Liebe, Schnee und Sonnenschein
- 1956: Kaiserball
- 1957: Ober, zahlen!
- 1962: Der Pastor mit der Jazztrompete
- 1964: Die drei Scheinheiligen